# Lock-in (Technologieentwicklung)
Lock-in beschreibt im Bereich der Technologieentwicklung das Phänomen, dass eine technologische Neuerung, die zu einem Standard wurde, nur bestimmte Nutzungsweisen zulässt und eine Weiterentwicklung sich nicht ohne weiteres realisieren lässt. 
Beispielsweise wurde das MIDI-Protokoll zu einem Standard bei der elektronischen Steuerung von Musikinstrumenten. MIDI kann in bestimmten Situationen ein sehr hilfreiches Werkzeug für Musiker sein und ist ein De-facto-Standard. Jedoch bildet MIDI nicht alle vorhandenen musikalischen Ausdrucksmöglichkeiten ab. Musiker, die nun mit MIDI arbeiten, können nur im Rahmen dessen kreativ sein, was die Schnittstelle MIDI zulässt. Der Lock-in besteht darin, dass es für einen einzelnen Musiker nahezu unmöglich ist, einen anderen Standard zu entwickeln und er daher auf die limitierten Möglichkeiten der vorherrschenden Technologie (hier MIDI) angewiesen ist.